# Beryl
Beryl és un gestor de finestres per a X Window System. La creació de Beryl és una derivació de Compiz.

## Orígens
Beryl és el nou nom de projecte per a la branca Quinnstorm de Compiz, anunciat el 19 de setembre de 2006 despues que Quinnstorm i l'equip de desenvolupament van decidir que el fork s'havia allunyat massa del Compiz iniciat per Novell (compiz-vanilla). Després que l'equip de Novell XGL/Compiz (sobretot David Reveman) rebutgés la proposició per a combinar els canvis de Quinnstorm amb Compiz-vanilla, es va decidir fer una veritable diferenciació. El 29 de setembre de 2006, la version 0.1.0 va ser alliberada en el repositorio original de compiz-quinnstorm i en diversos mirrors.

## Compiz Fusion
Compiz Fusion és el resultat de la fusió entre Beryl i Compiz Extras, un conjunt de millores de la comunitat per al gestor de finestres compostes de Compiz. El primer llançament va ser el Compiz Fusion 0.5.2 el 13 d'agost de 2007, poc després de la publicació de Compiz 0.5.2. El primer llançament estable de Compiz Fusion és 0.6.0 llançat el 20 d'octubre de 2007. Després que Novell abandonés el projecte, es va suspendre i es va fusionar en Compiz el febrer de 2009.